# Wellington Lions
Los Wellington Lions son un equipo provincial profesional de Nueva Zelanda que representa a la Wellington Rugby Football Union de la Región de Wellington en competencias domésticas de rugby.
Participa anualmente en el National Provincial Championship, competición en la cual ha logrado seis campeonatos el último conseguido el año 2024.
En el Super Rugby es representado por el equipo de Hurricanes.

## Historia
Fue fundada en 1879, siendo la segunda unión más antigua luego de la de Canterbury.
Desde el año 1976 participa en la principal competición entre clubes provinciales de Nueva Zelanda, en la cual lograron su primer campeonato en 1978.
En 2014 descendió por primera vez a la segunda categoría, en la cual luego de tres temporadas pudo lograr el ascenso el año 2017.
Durante su larga historia han enfrentado a diferentes equipos nacionales, logrando triunfos sobre Australia, Escocia, Francia y Sudáfrica además, han sido visitados en varias ocasiones por los British and Irish Lions logrando un récord ante ellos de 3 victorias, 6 derrotas y un empate.

## Palmarés

#### Primera División
- National Provincial Championship (6): 1978, 1981, 1986, 2000, 2022, 2024.

#### Segunda División
- Championship de la Mitre 10 Cup (1): 2017

## All Blacks
| - Scott Crichton – 1983 - Jon Preston – 1991 - Norm Hewitt – 1993 - Jonah Lomu – 1994 - Alama Ieremia – 1994 - Christian Cullen – 1996 - Tana Umaga – 1997 - Filo Tiatia – 2000 - Jerry Collins – 2001 | - Rodney So'oialo – 2002 - Ma'a Nonu – 2003 - Piri Weepu – 2004 - Conrad Smith – 2005 - Neemia Tialata – 2005 - Ross Filipo – 2007 - John Schwalger – 2007 - Cory Jane – 2008 - Hosea Gear – 2008 | - Victor Vito – 2010 - Julian Savea – 2012 - Dane Coles – 2012 - Jeremy Thrush – 2013 - Jeffrey Toomaga-Allen – 2013 - TJ Perenara – 2014 - Ardie Savea – 2016 - Vaea Fifita - 2017 |